# Malgaszoszczur
Malgaszoszczur (Hypogeomys) – rodzaj ssaków z podrodziny malgaszomyszy (Nesomyinae) w obrębie rodziny malgaszomyszowatych (Nesomyidae).

## Zasięg występowania
Rodzaj obejmuje jeden żyjący współcześnie gatunek występujący endemicznie w zachodnim Madagaskarze.

## Morfologia
Długość ciała (bez ogona) 300–340 mm, długość ogona 210–240 mm; masa ciała 1,1–1,3 kg.

## Systematyka
Rodzaj zdefiniował w 1898 roku francuski przyrodnik Alfred Grandidier na łamach 	Revue et Magasin de Zoologie pure et appliquée. Na gatunek typowy Grandidier wyznaczył malgaszoszczura wielkiego (H. antimena).

### Etymologia
Hypogeomys: gr. ὑπο upo ‘pod, poniżej’; γη gē ‘ziemia’; μυς mus, μυος muos ‘mysz’.

### Podział systematyczny
Do rodzaju należy jeden występujący współcześnie gatunek:
- Hypogeomys antimena A. Grandidier, 1869 – malgaszoszczur wielki

Opisano również gatunek wymarły znany z południowo-wschodniego i środkowego Madagaskaru:
- Hypogeomys australis G. Grandidier, 1903